# Church Beck
Der Church Beck ist ein Wasserlauf im Lake District, Cumbria, England.
Der Church Beck wird in seinem Oberlauf als Levers Water Beck bezeichnet, der als Abfluss des Levers Water entsteht. Er fließt in südöstlicher Richtung. In der Höhe der Miners Bridge wechselt der Wasserlauf den Namen. Er fließt dann durch den Ort Coniston und mündet südöstlich des Ortes in das Coniston Water.